# Julia Stiles
Julia Stiles, född 28 mars 1981 i New York, är en amerikansk skådespelare. 

## Biografi
Stiles började med skådespeleri vid elva års ålder och inledde sin karriär med småroller i en teatergrupp i New York och fick så småningom större roller i pjäser av William Shakespeare och David Mamet. Hennes första film var I Love You, I Love You Not (1996) men det var en liten roll utan repliker. Hon hade också en biroll som dottern till Harrison Fords karaktär i En fiende ibland oss (1997) och i M. Night Shyamalans Wide Awake (1998). Hennes första huvudroll var i filmen Wicked (1998) för vilken hon fick goda recensioner. Filmen fick dock ingen bred distribution utanför filmfestivaler utan släpptes på video 2001, efter det att hon blivit mera känd. 
Hennes stora genombrott kom med 10 orsaker att hata dig (1999), Hon belönades med en MTV Movie Award för kategorin "breakthrough female performance". Därefter gjorde hon ett par filmer som inte var lika framgångsrika. Hennes nästa framgångsrika roll var i filmen Save the Last Dance (2001). Därefter har hon medverkat i smalare filmer som The Business of Strangers (2001), A Little Trip to Heaven (2005) och Stuart Gordons Edmond (2005), såväl som i storfilmer som filmerna om Jason Bourne samt Mona Lisas leende (2003).

## Filmografi
- 1996 – Älskar, älskar inte - Ung Nanas vän
- 1997 – Before Woman Had Wings - Phoebe Jackson
- 1997 – En fiende ibland oss - Bridget O'Meara
- 1998 – Wicked - Ellie Christianson
- 1998 – Wide Awake - Neena Beal
- 1999 – The '60s - Katie Herlihy
- 1999 – 10 orsaker att hata dig - Kat Stratford
- 2000 – Down to You - Imogen
- 2000 – Hamlet - Ophelia
- 2000 – State and Main - Carla
- 2001 – O - Desi Brable
- 2001 – Save the Last Dance - Sara Johnson
- 2001 – The Business of Strangers - Paula Murphy
- 2002 – The Bourne Identity - Nicolette "Nicky" Parsons
- 2003 – A Guy Thing - Becky
- 2003 – Carolina - Caralina Mirabeau
- 2003 – Mona Lisas leende - Joan Brandwyn
- 2004 – The Bourne Supremacy - Nicolette "Nicky" Parsons
- 2004 – Prinsen & jag - Paige Morgan
- 2005 – Edmond - Gleena
- 2005 – A Little Trip to Heaven - Isold
- 2006 – Omen - Katherine Thorn
- 2007 – The Bourne Ultimatum - Nicolette "Nicky" Parsons
- 2008 – Gospel Hill - Rosie
- 2009 – The Cry of the Owl - Jenny Thierolf
- 2009 – Passage - Ella
- 2010 – Dexter (TV-serie) - Lumen Pierce
- 2012 – Du gör mig galen!
- 2013 – The Makeover (TV-film)
- 2016 – Jason Bourne
- 2017 – Riviera (TV-serie) - Georgina Clios

## Som regissör
- 2007 – Raving